# Repubblica Popolare Ucraina
La Repubblica Popolare Ucraina (in ucraino Українська Народна Республіка?, Ukraïns'ka Narodna Respublika), nota anche come Repubblica Nazionale Ucraina o Repubblica Democratica Ucraina  fu una repubblica fondata nel territorio della moderna Ucraina a seguito degli eventi della Rivoluzione russa e della fine dell'Impero zarista.

## Central'na Rada
Il 13 marzo 1917 iniziarono i subbugli a Kiev non appena giunse la notizia della Rivoluzione a San Pietroburgo e l'abdicazione dello Zar Nicola II. Su esempio di ciò che accadeva in Russia nacquero i soviet dei rappresentanti degli operai e dei soldati, il primo a Charkiv il 15 marzo e il giorno seguente a Kiev, mentre movimenti di nazionalisti ucraini istituirono un Consiglio Centrale di maggioranza o guida socialista: la Central'na Rada, la quale il 20 marzo nomina Mychajlo Serhijovyč Hruševs'kyj presidente. Il potere nella regione ucraina era di fatto suddiviso tra tre istituzioni: il Soviet di Kiev, la Central'na Rada e il Consiglio delle Organizzazioni civiche unite costituito da ex funzionari zaristi e partiti politici ucraini al fine di creare un organo esecutivo. Tutti e tre gli organismi inizialmente riconobbero l'autorità del governo provvisorio di Pietrogrado. Più volte la Central'na Rada chiese il riconoscimento della propria autonomia al governo provvisorio russo, ma questo ogni volta rimandò la questione a data da destinarsi dopo la creazione di un'Assemblea Costituente. Il 23 giugno venne emanata la prima legge chiamandola "universale" riprendendo dal nome dei proclami dei capi cosacchi Chmel'nyc'kyj e Mazepa, dichiarando così la propria autonomia amministrativa, istituendo una tassa ed invitando le minoranze etniche alla collaborazione per un'unità nazionale.

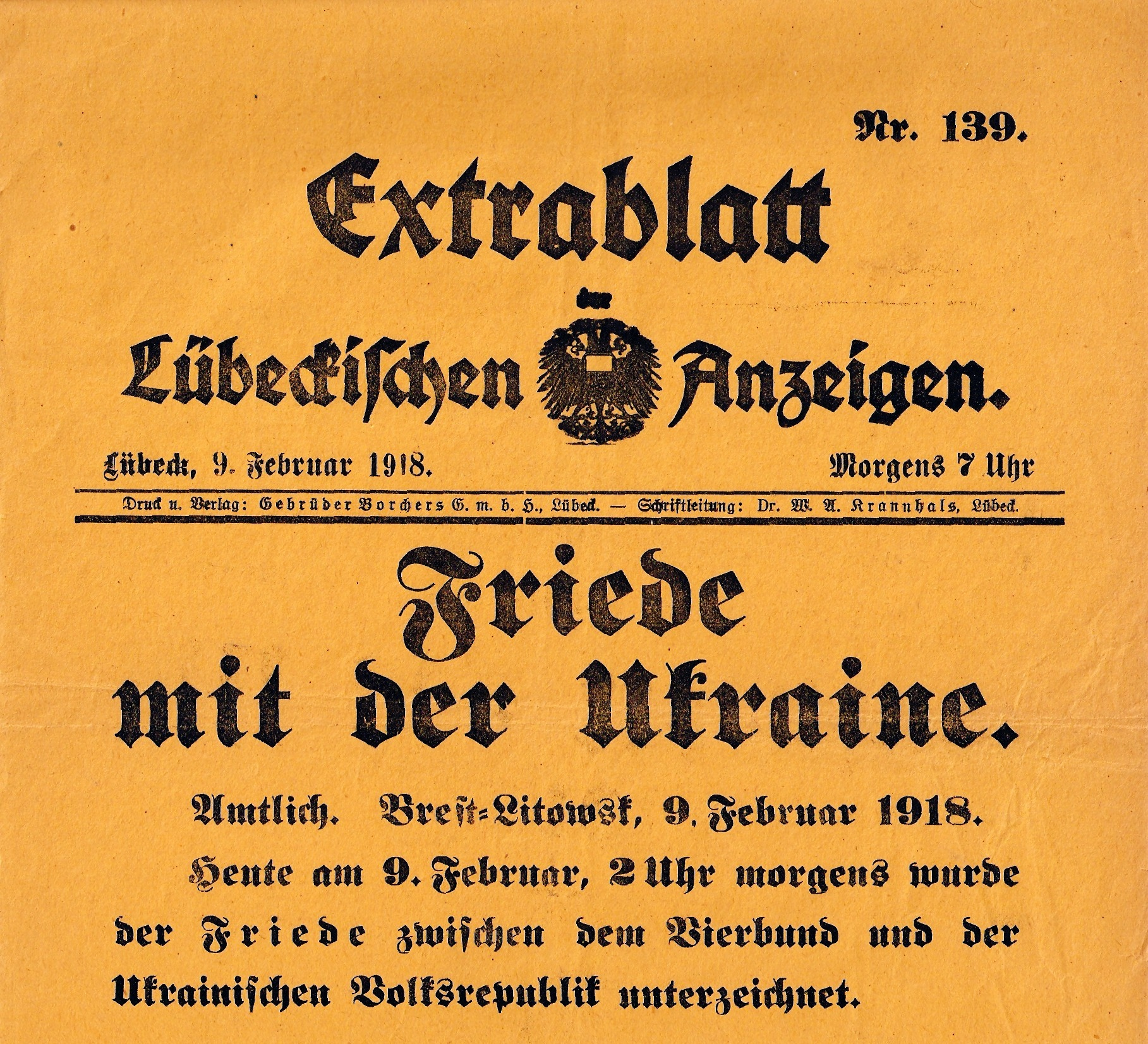
Edizione speciale Lübeckischen Anzeigen, Titolo: Pace con l'Ucraina (9 febbraio 1918)

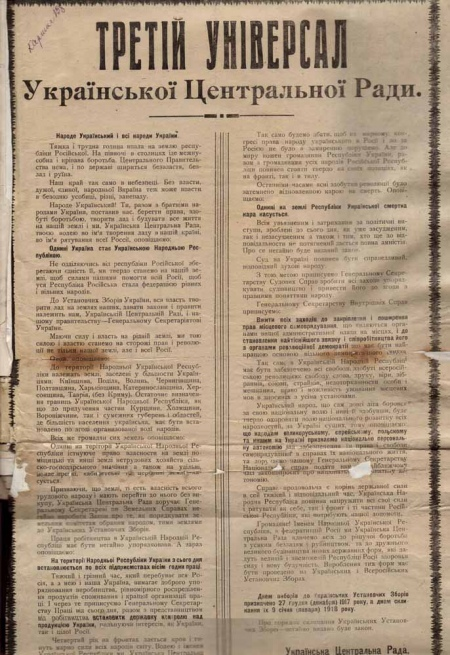
Testo della Terza Universale

Il 29 giugno venne creato il primo governo di nove membri con a capo Volodymyr Kyrylovič Vynnyčenko. Questo creò preoccupazione in Russia. "Quasi immediatamente, la stampa russa ha definito l'azione della Rada un tradimento e una pugnalata alle spalle della rivoluzione".  Nelle stesse settimane il governo provvisorio russo di Aleksandr Kerenskij ordinò un'offensiva militare sul fronte, ma i tedeschi, oltre a non cedere, risposero con una controffensiva e l'esercito russo, messo in rotta, giunse all'apice della sua disgregazione.
Mentre i bolscevichi di Lenin aumentavano i consensi nelle città russe, in Ucraina il partito restava una ristretta minoranza: nelle elezioni comunali di Kiev nell'agosto 1917 ottennero sei seggi su novantotto e i sostenitori erano ancora di meno a ovest del fiume Dnipro. Inoltre dentro il partito bolscevico ucraino spesso nascevano contrasti tra i tre gruppi di Kiev, Charkiv e Odessa in cui era suddiviso. La presa del potere da parte di Lenin nella notte tra il 25 e 26 ottobre spinse a tentare l'esempio anche in Ucraina; la tattica bolscevica era quella di ottenere il controllo dei soviet e attraverso questi organi legittimare l'autorità del partito. La Central'na Rada dichiarò la sua contrarietà ai fatti di Pietroburgo rimarcando l'appoggio al governo di Kerenskij e la volontà di resistere a possibili colpi di Stato. Venne emanata così la "Terza universale", nella quale si proclamava ufficialmente la nascita della Repubblica Popolare Ucraina (Ukraïns'ka Narodna Respublika), seppur non con l'intenzione di una totale indipendenza, ma comunque con una forte autonomia dal potere centrale russo. 
Il territorio considerato appartenente alla gestione autonoma di Kiev comprendeva nove province dell'ex impero zarista (Crimea esclusa). La nuova Repubblica ottenne l'appoggio da tutti i soviet ucraini eccetto quello di Charkiv che riconosceva non la Rada, ma Pietrogrado come autorità superiore. Nella legge si dichiarò rispetto per le minoranze, il sequestro delle grandi proprietà terriere, ecclesiastiche, nobiliari e la loro distribuzione ai contadini, l'introduzione della giornata lavorativa di otto ore e la nazionalizzazione delle industrie, mostrando così un marcato orientamento socialista. A breve giunse, però, l'ultimatum dal Consiglio dei Commissari del Popolo di Pietrogrado che intimò alla Central'na Rada di sciogliersi entro quarantotto ore, ma la risposta ucraina fu un netto rifiuto. 
I bolscevichi ucraini, favorevoli all'ordine centrale di Pietrogrado, convocarono un Congresso dei soviet dei lavoratori, ma scoprirono di essere in evidente minoranza e abbandonarono così la riunione ritirandosi a Charkiv, dove il 25 dicembre 1917 diedero vita al primo governo autonomo socialista sovietico-ucraino composto da dodici ministri, di cui undici bolscevichi, in aperta contrapposizione alla Central'na Rada di Kiev e subordinato agli ordini dei bolscevichi russi di Pietrogrado.
L'arrivo di un esercito russo guidato da Antonov-Ovseenko aprì ufficialmente il conflitto tra bolscevichi e il governo di Kiev. La risposta all'invasione dell'Armata Rossa fu l'emissione della "Quarta universale" del 22 gennaio 1918, nella quale si dichiarò l'indipendenza e la resistenza armata ai russi. Le truppe di Pietroburgo entrarono a Kiev il 9 febbraio 1918. Nello stesso giorno i delegati della Central'na Rada firmarono un trattato di pace separata con gli Imperi centrali a Brest-Litovsk, dichiarando oltre alla fine delle ostilità lo scambio di prodotti agricoli e industriali. La pace venne per questo chiamata Brotfrieden (dal tedesco, pace del pane) in cui l'Ucraina si impegnò a consegnare alla Germania e all'Austria-Ungheria 60 milioni di pud di grano (1 pud equivale a 16.38 kg), 3 milioni di zucchero, 2,75 di bestiame, 37,5 milioni di ferro grezzo e altre materie. Quanto alla questione della Galizia e della Bucovina (attuale Ucraina occidentale), Vienna rifiutò le pretese ucraine di cessioni territoriali, ma garantì l'emanazione di una legge per la creazione di una corona separata per le terre abitate dagli ucraini nell'ambito dell'Impero asburgico.  Così facendo, sarebbe stata riconosciuta di fatto anche dall'estero la sovranità della Repubblica Ucraina. 
Il governo fuggito dalla capitale chiese aiuto ai nuovi paesi "amici" e il 18 febbraio 1918 le truppe tedesche liberarono Kiev dall'Armata Rossa. Come il governo sovietico-ucraino con sede a Charkiv dipendeva dalle truppe russe bolsceviche, anche il governo ucraino facente capo alla Central'na Rada dipendeva dall'appoggio delle forze austro-tedesche, ma le promesse fatte a Vienna e a Berlino riguardo alle enormi quantità di grano e altri prodotti alimentari risultarono difficili da mantenere di fronte a contadini riluttanti a cedere i propri prodotti in nome degli "interessi nazionali". 
Di fronte a queste difficoltà le autorità militari tedesche decisero di destituire la Central'na Rada, dal loro punto di vista inefficace, sostituendo il governo con uno "proprio". Il 28 aprile 1918 l'esercito tedesco concluse così la prima fase della rivoluzione ucraina e diede inizio alla seconda con la creazione del Secondo Etmanato, così chiamato perché il capo di Stato ebbe come titolo quello di "Etmano", carica assunta dall'ex ufficiale delle truppe zariste Pavlo Petrovyč Skoropads'kyj che la detenne per tutta la durata del periodo dell'Etmanato fino al 14 dicembre 1918.

## L'etmanato
A seguito del colpo di Stato favorito dai tedeschi, la Central'na Rada venne sostituita nell'aprile 1918 dal governo dall'etmanato, un governo di stampo conservatore con a capo l'etmano Pavlo Skoropad'skyj, un ex-ufficiale dell'Impero russo il cui governo favorì il potere dei latifondisti e non fu altro che un governo fantoccio al servizio della Germania.
L'etmanato ebbe scarso supporto dalla popolazione ucraina, ma diversamente dalla Central'na Rada, fu in grado di organizzare un controllo territoriale efficace, stabilendo così relazioni diplomatiche con diverse nazioni, giungendo a siglare perfino un trattato di pace con la stessa Russia sovietica.
In pochissimi mesi il governo centralizzato dell'etmanato diede alle stampe milioni di libri in lingua ucraina, fondò numerosi istituti scolastici, due università e un'Accademia delle scienze.
Una scelta poco avveduta fu la confisca, a favore dei precedenti proprietari di latifondi, delle terre donate ai contadini dal governo socialista della Central'na Rada, grazie anche all'appoggio militare delle truppe germaniche. La serie di confische scatenò una vera e propria attività di guerriglia guidata da ex-membri della Central'na Rada, come Symon Petljura e Volodymyr Vynnyčenko, che operarono per rovesciare il governo dell'etmanato.
A causa dell'imminente sconfitta nella prima guerra mondiale della Germania e dell'Austria-Ungheria, i principali sostenitori dell'etmano Skoropads'kyj formarono un nuovo consiglio di monarchici e si prepararono all'eventuale federazione ad una Russia non-bolscevica, mentre per tutta risposta i socialisti ucraini fondarono il 14 novembre 1918 un governo rivoluzionario, il Direttorio.

## Il periodo del Direttorio
Il nuovo governo del Direttorio guadagnò presto popolarità e godette dell'appoggio militare di molte unità prima fedeli a Skoropads'kyj, prima fra tutte i fucilieri Sich. L'esercito degli insorti circondò rapidamente Kiev e il 21 novembre 1918 il Direttorio prese il controllo della città.
Nel tardo dicembre dello stesso anno i bolscevichi iniziarono l'assalto della città partendo da Kursk e il 22 gennaio 1919 il Direttorio fu costretto ad unirsi con la Repubblica Popolare dell'Ucraina Occidentale, nonostante quest'ultima entità statale mantenesse de facto un proprio esercito e un proprio governo. Nel febbraio 1919 i Bolscevichi entrarono a Kiev.
Per tutto il 1919 l'Ucraina, così come il suo esercito, visse nel più totale caos politico, poiché ogni fazione, il Direttorio, i bolscevichi, l'Armata Bianca, l'Intesa, la Polonia, e gli anarchici il cui elemento di spicco era Nestor Machno, cercarono di conquistare il potere.
La successiva offensiva di Kiev organizzata dal governo ucraino in alleanza con la Polonia non cambiò  molto le sorti della guerra e nel marzo del 1921 la pace di Riga sancì un controllo congiunto della Polonia, della RSFS Russa e della RSS Ucraina sul territorio ucraino.
Come risultato di questa spartizione il territorio della Galizia, la parte occidentale appartenente per tradizione al territorio ucraino, così come parte del territorio della Volinia vennero annesse alla Polonia, mentre il restante territorio ucraino divenne parte dell'Ucraina sovietica.
Nonostante la sua sconfitta militare, il Direttorio continuò a mantenere il controllo su alcune porzioni dell'esercito e il 21 ottobre 1921 lanciò una serie di attacchi lampo nell'Ucraina centrale raggiungendo l'oblast' di Kiev. Il 4 novembre le forze militari fedeli al Direttorio conquistarono la cittadina di Korosten', (oblast' di Žytomyr), impossessandosi di un ingente quantitativo di armi e vettovaglie, ma il 17 novembre 1921 vennero tuttavia accerchiate ed eliminate dalla cavalleria bolscevica che non ne lasciò traccia.
Nel 1922, essendosi ormai assicurato il controllo totale del territorio ucraino, il regime russo sovietico di Mosca unì l'Ucraina sovietica alla Bielorussia e alle repubbliche transcaucasiche per formare l'URSS.

## Riconoscimento internazionale
La repubblica popolare ucraina fu riconosciuta de jure da: RSFS Russa, Lettonia, Lituania, Estonia, Georgia, Azerbaigian, Germania, Austria-Ungheria, Bulgaria, Turchia, Romania, Cecoslovacchia e Vaticano. De facto il riconoscimento fu garantito da Svizzera, Svezia, Danimarca, e Persia.